# Hemiphileurus microps
Hemiphileurus microps är en skalbaggsart som beskrevs av Hermann Burmeister 1847. Hemiphileurus microps ingår i släktet Hemiphileurus och familjen Dynastidae. Inga underarter finns listade i Catalogue of Life.